# Ilga Šuplinska

Ilga Šuplinska (2018)

Ilga Šuplinska (* 16. April 1970) ist eine lettische Literaturwissenschaftlerin und Politikerin. Vom 23. Januar 2019 bis 3. Juni 2021 war sie Ministerin für Bildung und Wissenschaft im ersten Kabinett von Krišjānis Kariņš.

## Leben
Šuplinska wurde 1970 im Südosten der Lettischen SSR, im heutigen Bezirk Dagda, geboren. Nach dem Abitur im Jahr 1988 studierte sie an der Universität Lettlands Literaturwissenschaften, machte dort im Jahr 1995 ihren Masterabschluss und promovierte 2003. Ihre wissenschaftliche Arbeit setzte sie daraufhin an der Hochschule in Rezekne fort und wurde dort 2014 zur Professorin berufen.

### Politische Karriere
Bei der Parlamentswahl 2018 konnte sie ein Abgeordnetenmandat für die konservative Jaunā konservatīvā partija (JKP) erringen. Von dieser wurde sie als Ministerin für Bildung und Wissenschaft nominiert und gehörte dem Kabinett Kariņš I, seit dessen Amtsantritt am 23. Januar 2019, an. Bei einer Kabinettsumbildung am 3. Juni 2021 wurde Šuplinska als Ministerin abberufen. Als Reaktion darauf kündigte sie an, die JKP zu verlassen.
Nachdem sie nach der Parlamentswahl 2022 aus dem Parlament ausgeschieden war, trat sie u. a. erfolglos bei der Wahl zum Rektor der Universität Daugavpils an.

### Privates
Die ehemalige Ministerin ist dreifache Mutter (zwei Töchter und ein Sohn) und geschieden. Ihr Interesse an Sprachen lebt Ilga Šuplinska auch privat aus. So spricht sie neben Lettisch und Lettgallisch auch fließend Englisch und Russisch. Zudem hat sie Grundkenntnisse in Deutsch und Litauisch.